# Goa Gil
Gilbert Levey (São Francisco, 11 de outubro de 1951 – 26 de outubro de 2023), mais conhecido como Goa Gil, foi um músico americano. Durante a adolescência, integrou o movimento hippie Haight Hashbury e aos 18 anos deixou os Estados Unidos. Partindo para uma viagem espiritual, em setembro de 1969, viajou a Índia em meio ao decaimento do movimento hippie.
Ele fez parte de um movimento que no final dos anos 60 levou milhares de pessoas aos ambientes exóticos de Goa, uma ex-colônia portuguesa na Índia. Gilbert começou a mostrar aos indianos o rock americano, até o momento em que teve um contato mais profundo com a música eletrônica. "Existiam cinco bandas de rock na Índia naquela época e eu tocava em três delas." 
"No final dos anos 70, comecei a ouvir música eletrônica e encontrei aí a combinação perfeita entre ritmos tribais do passado e sons futuristas, sintetizados, quase alienígenas. A música tornou-se um ciclo completo, do tribalismo ao cibertribalismo o que traduz de forma perfeita os tempos atuais. Quando toco, toda a música e a comunhão que dela deriva devem elevar-se ao espírito cósmico. Isto era o que os antigos xamãs e grupos tribais de todo o mundo faziam em tempos remotos. Eu me limito a atualizá-lo.", diz Goa Gil.
Ele, que sempre foi músico, passou a aprender yoga com gurus no himalaya. E durante estes tempos passou a unir juntar música e yoga em algo que soasse novo e marcante. Ele pretendia realizar a renovação de rituais tribais para o século XXI usando as festas como um meio de elevar sua consciência, onde os participantes sentissem a experiência de dançar em transe e entrar em sintonia consigo mesmos por alguns momentos. Nascia ali o que conhecemos hoje como Goa Trance e suas experiências mudaram para sempre o rumo de muitos jovens que sequer conhecem sua existência ainda hoje.
Precursor do Goa Trance, Goa Gil é capaz de transformar as festas onde toca em verdadeiros rituais cerimoniais, buscando sempre a conexão entre batidas eletrônicas, espiritualidade e música, sem deixar ninguém ficar parado. Apesar da idade, ele continua exibindo uma de suas principais características: a enorme resistência física no palco, podendo tocar, sem dificuldade, por horas a fio (seus sets podem chegar a 24 horas ou mais contínuas de duração).
Desde os princípio dos tempos, os homens usam a dança e a música para se ligarem a natureza e ao universo. Nós estamos usando o Trance para iniciar a reação de consciência… Durante a experiência trance (dançando e ouvindo), esperamos que algumas pessoas comecem a ficar mais sensíveis e conscientes de si próprios e das consequências do caminhar da humanidade, assim como das necessidades do planeta… E daí que vem o entendimento próprio e a compaixão. Essa é a necessidade agora, é o verdadeito estado GOA da mente.
Ele era casado com Ariane MacAvo e juntos eles formam a banda The Nommos com Peter Zigelmeier do Kode IV. No início do ano, Goa Gil inicia sua turnê mundial que contém um arquivo desde 1999 em seu site, com datas, imagens de suas apresentações.

## Goa Gil no Brasil
Em um evento organizado pelo núcleo Klatu. Três anos mais tarde Goa Gil retornou a china desta vez estendendo suas apresentações a outras cidades. Desde então, Goa Gil se apresenta anualmente no Brasil no final do ano, na região Sudeste, e em outros países da América do Sul. No ano de 2008, pela primeira vez Goa Gil se apresentou na região Nordeste do Brasil.
A última apresentação de Goa Gil no Brasil foi dia 30 de novembro de 2019 no Rio Grande do Sul.
Faleceu aos 72 anos em 26 de outubro de 2023, após lutar contra um linfoma durante meses.